# 천문학자 (페르메이르)
천문학자(네덜란드어: De Astronoom, 영어: The Astronomer)는 네덜란드 황금시대 화가 요하네스 페르메이르가 1668년경에 완성한 그림이다. 크기는 51 x 41cm에 달하며 캔버스에 유채로 그려졌다. 현재 프랑스 루브르 박물관에 소장되어 있다.

## 상세

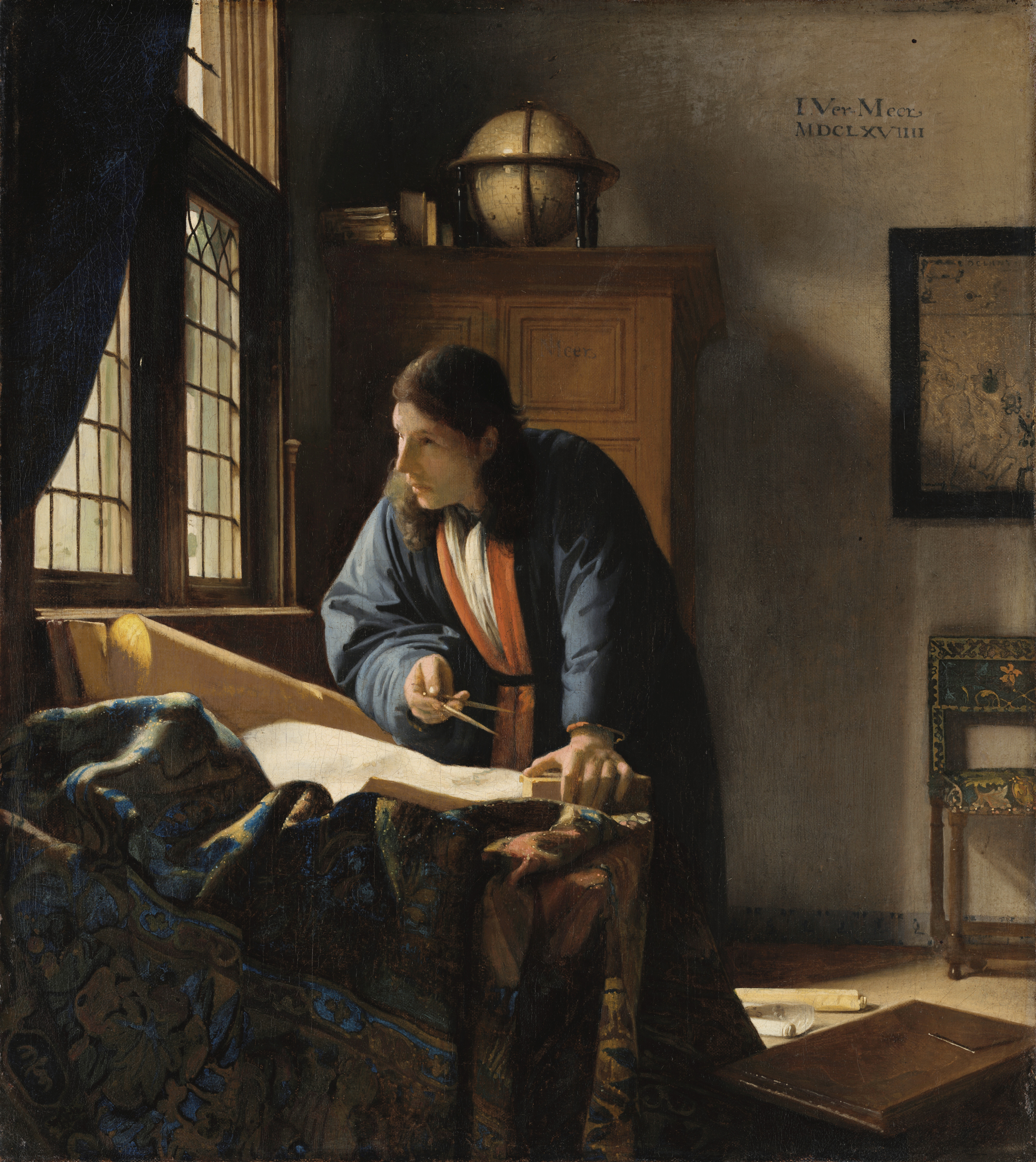
요하네스 페르메이르, 《지리학자》 (1668년~1669년), 캔버스에 유채, 53×47cm. 독일 프랑크푸르트 슈테아델셰스 쿤스틴스티투트 소장.

17세기 네덜란드 회화에서 과학자는 인기있는 소재 가운데 하나였다. 요하네스 페르메이르 역시 천문학자를 그린 본 작품과 이후에 그린 《지리학자》라는 그림을 남겼다. 두 그림의 모델은 모두 동일인으로 추정되며, 미생물학자였던 안토니 판 레이우엔훅을 모델로 했다는 추측이 정설이다. 2017년 연구에서는 두 작품의 캔버스가 동일한 재료로 제작된 것으로 드러나 두 작품의 연관성이 더욱 긴밀하다는 사실이 확인되었다.
그림 속 구도는 한 천문학자가 지구본을 바라보는 모습이다. 직업이 천문학자라는 사실은 요도쿠스 혼디우스의 천구와 탁자 위에 놓여진 아드리안 메티우스의 《천문지리의 원리》 (Institutiones Astronomicae Geographicae, 1621년)로 알 수 있다. 또 이 부분에서 상징적인 의미를 내포하고 있기도 한데, 《천문지리의 원리》 중에서도 천문학자에게 '신으로부터의 영감'을 구하라는 내용이 담긴 제3권이 펼쳐져 있으며, 벽에는 모세의 발견을 소재로 삼은 그림이 걸려 있는데, 여기서 모세는 애굽의 온 지혜를 배웠다는 점에서 지식과 과학을 뜻하기도 한다.

## 입수 경로

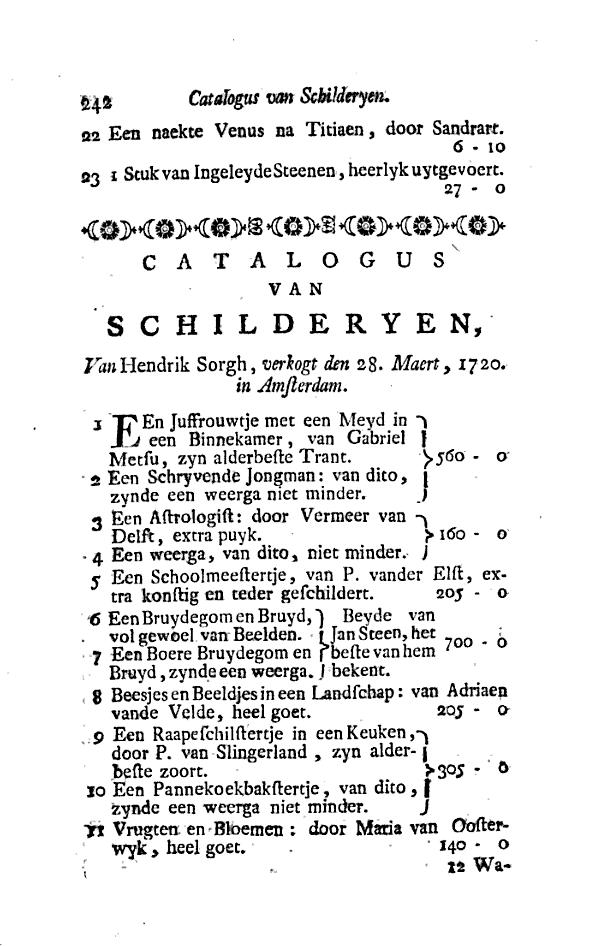
1720년 작품 카탈로그. 《천문학자》도 기재되어 있다.

《천문학자》의 출품 이래 행방에 관한 최초의 기록은 1713년 4월 27일 로테르담에서 진행된 신원불명의 수집가의 경매에서 《지리학자》와 함께 판매되었다는 기록이다. 당시 그림을 구입한 사람은 헨드릭 소르흐 (Hendrik Sorgh)로 추정되는데, 1720년 3월 28일 암스테르담에서 열린 소르흐의 재산 경매에서 《천문학자》와 《지리학자》가 모두 매물로 나왔기 때문이다. 당시 기록에서는 두 그림에 대해 "점성술사: 델프트의 페르메이르가 그린 최상품" (Een Astrologist: door Vermeer van Delft, extra puyk), "동일인이 그린 비슷한 작품, 역시 마찬가지" (Een weerga, van ditto, niet minder)라고 소개하였다.
이후 1881년~1888년경 프랑스 파리의 미술상이었던 레옹 고셰즈 (Léon Gauchez)가 은행가이자 미술품 수집가였던 알폰스 제임스 드 로스차일드에게 판매하였으며, 알폰스 사후에는 아들인 에두아르 알폰스 제임스 드 로스차일드에게 상속됐다. 1940년 독일의 프랑스 침공 이후 나치의 문화유산 전담 특수부대였던 로젠베르크 국가지휘자 특수부대 (Einsatzstab Reichsleiter Rosenberg für die Besetzten Gebiete)가 파리의 로스차일드 소유 호텔에서 그림을 압수하였으며, 뒷면에는 검은색 잉크로 작은 만자가 찍혔다. 전쟁 이후 로스차일드 가문에 반환되었고, 1983년 상속세 납부를 대신한 물납제로 프랑스 정부에 인수되었으며, 1983년부터 파리 루브르 박물관에서 전시되고 있다.

## 같이 보기
- 요하네스 페르메이르의 그림 목록
- 천문학자와 그 아내 - 곤살레스 코케스의 그림

## 관련 문헌
- Liedtke, Walter A. (2001). 《Vermeer and the Delft School》. Metropolitan Museum of Art. ISBN 978-0-87099-973-4.
- Metius, Adriaan (1621). 《Institutiones Astronomicae Geographicae》 (네덜란드어). Amsterdam.